# Pardosa distincta
Pardosa distincta là một loài nhện trong họ Lycosidae.
Loài này thuộc chi Pardosa. Pardosa distincta được John Blackwall miêu tả năm 1846.